# 鎌田信夫
鎌田 信夫（かまた のぶお、1940年11月13日 - ）は、日本の実業家。株式会社ソリトンシステムズ創業者・代表取締役会長。

## 人物・来歴
山形県生まれ。1962年山形大学工学部卒業。1964年東京工業大学（のちの東京科学大学）大学院修士課程修了。1972年同大学大学院博士課程修了、理学博士（応用物理学）。同年同大学応用物理電磁物性研究室研究員。1973年インテルジャパン入社。インテル研究員、インテルジャパンマーケティングマネージャーを経て、1979年カマタ研究所設立、代表取締役社長。1982年ソリトンシステムズに社名を変更。2007年にジャスダック市場に上場し、2017年には東京証券取引所一部への上場を果たした。2023年ソリトンシステムズ代表取締役会長。